# さくら情報システム
さくら情報システム株式会社（さくらじょうほうシステム、英: Sakura Information Systems Co., Ltd.）は、東京都港区に本社を置く、日本のシステムインテグレーター（ユーザー系）。三井住友銀行グループの企業であり、オージス総研の子会社。

## 概要
旧さくら銀行のマークを今でも使っている、数少ない企業のひとつである。また、三井グループ各社の役員間の相互親睦と情報交換を目的とする会合・月曜会の会員企業である。
さくらケーシーエスが旧神戸銀行系の流れを汲んでいるのに対して、当社は旧三井銀行系と旧太陽銀行系の流れを汲んでいる。2006年から2008年にかけて三井住友銀行がオージス総研（大阪ガス子会社）に当社の株式を譲渡し、オージス総研の子会社となっている。

## 沿革

### 三井銀ソフトウェアサービス
- 1972年11月 - 三井銀行の出資で、三井銀ソフトウェアサービス株式会社設立。
- 1993年4月 - 三井銀ソフトウェアサービス株式会社が、さくらソフトウェアサービス株式会社に商号変更。

### 太陽コンピューターサービス
- 1972年3月 - 太陽銀行の出資で、太陽コンピューターサービス株式会社設立。
- 1993年4月 - 太陽コンピューターサービス株式会社が、さくらコンピューターサービス株式会社に商号変更。

### さくら情報システム
- 1994年 - さくらソフトウェアサービスがさくらコンピューターサービスを合併し、さくら情報システム株式会社に商号変更。
- 1999年 - エスアイエス・テクノサービス株式会社を設立し事業分割[2]。
- 2006年 - オージス総研と業務提携。三井住友銀行がオージス総研に当社の株式の34％を譲渡[3]。
- 2008年 - 三井住友銀行がオージス総研に当社の株式の17％を譲渡[4]。
- 2011年 - 株式会社JOE（株式会社日本総研オフィスエンジニアリングより商号変更）を子会社化[5]。

## 事業所
- 本社 - 東京都港区白金1-17-3 NBFプラチナタワー
- 大阪支店 - 大阪府大阪市福島区野田6-5-20 大阪ダイヤビルディング10F
- 目黒事業所 - 東京都品川区上大崎4-3-17 さくら目黒ビル別館
- 深川事業所 - 東京都江東区富岡1-6-4 さくら深川ビル
- 名古屋営業所 - 愛知県名古屋市中区錦1-17-13 名興ビル4F